# Prisca
Prisca fue la esposa del emperador Diocleciano y por lo tanto emperatriz, fallecida en 315.
Se desconocen sus antecedentes familiares, aunque parece ser que eran cristianos reconvertidos a la religión tradicional romana después de la Gran Persecución del año 303 en la que fueron obligados a sacrificar a los dioses romanos.
En el mausoleo de Diocleciano (hoy Catedral de Split) existen medallones en un friso con los bustos de los rostros de Diocleciano y Prisca.
Tras el retiro de Diocleciano a Spalatum (Split) en 305, Prisca permaneció con su hija Galeria Valeria y el esposo de ésta, el César Galerio, en Tesalónica. A la muerte de Galerio en 311, Valeria fue obligada a casarse con el nuevo emperador, Maximino Daya. Valeria no quiso aceptar y huyó con su madre Prisca a Siria, donde fueron detenidas y ejecutadas por Licinio en 315.